# 중구·남구 (대구 선거구)
중구·남구는 대한민국의 국회의원 선거구이다. 대구광역시 중구와 남구 일대를 관할한다. 현직 국회의원은 국민의힘의 김기웅이다.

## 역사
2004년 대한민국 제17대 국회의원 선거를 앞두고 중구의 인구가 하한선에 도달하지 못하게 됨에 따라 중구 선거구와 남구 선거구가 통합되면서 신설되었다.

## 관할 구역
| 대수      | 관할 구역           |
| --------- | ------------------- |
| 17대~현재 | 중구 일원 남구 일원 |

## 역대 국회의원
| 선거   | 정당 | 정당       | 의원   |
| ------ | ---- | ---------- | ------ |
| 2004년 |      | 한나라당   | 곽성문 |
| 2008년 |      | 한나라당   | 배영식 |
| 2012년 |      | 새누리당   | 김희국 |
| 2016년 |      | 새누리당   | 곽상도 |
| 2020년 |      | 미래통합당 | 곽상도 |
| 2022년 |      | 무소속     | 임병헌 |
| 2024년 |      | 국민의힘   | 김기웅 |

## 역대 선거 결과

### 대한민국 제17대 국회의원 선거
|  | 63.06% |

|  | 33.55% |

|  | 2.82% |

|  | 0.56% |

### 대한민국 제18대 국회의원 선거
|  | 48.13% |

|  | 21.69% |

|  | 12.30% |

|  | 11.39% |

|  | 3.27% |

|  | 1.61% |

|  | 1.58% |

### 대한민국 제19대 국회의원 선거
|  | 56.87% |

|  | 26.71% |

|  | 8.59% |

|  | 5.65% |

|  | 0.90% |

|  | 0.76% |

|  | 0.49% |

### 대한민국 제20대 국회의원 선거
|  | 60.67% |

|  | 22.51% |

|  | 10.93% |

|  | 4.18% |

|  | 1.69% |

### 대한민국 제21대 국회의원 선거
|  | 67.49% |

|  | 31.01% |

|  | 1.49% |

### 2022년 대한민국 재보궐선거
|  | 22.39% |

|  | 21.56% |

|  | 19.41% |

|  | 18.64% |

|  | 11.97% |

|  | 6.00% |

### 대한민국 제22대 국회의원 선거
|  | 57.91% |

|  | 26.23% |

|  | 15.85% |